# Esfera de Ewald
La esfera de Ewald es una construcción geométrica usada en la descripción teórica de la difracción por un cristal. A partir de ella se pueden determinar gráficamente los puntos de la red recíproca  que dan lugar a difracción en una dirección determinada. La esfera de Ewald lleva el nombre de Paul Ewald (1888-1985), físico alemán pionero en el estudio de la difracción de rayos X, quien se refería a ella como «esfera de difracción».

## Construcción general de la esfera de Ewald

Construcción general de la esfera de Ewald

En el caso más simple, consistente en un haz monocromático incidente sobre un cristal estacionario, se puede describir al haz por su vector de onda, generalmente denominado {\displaystyle \mathbf {k} _{i}} cuya dirección y longitud vienen dadas por las condiciones del experimento. En principio, la radiación puede ser dispersada por el cristal en cualquier dirección, siempre que su energía sea idéntica a la del haz incidente (hipótesis de la dispersión elástica ). Gráficamente, el vector de onda correspondiente al haz dispersado {\displaystyle \mathbf {k} _{f}} tendrá la misma longitud que el vector del haz incidente.
Para determinar los ángulos  {\displaystyle \theta } a los que se puede observar difracción, se define el vector de dispersión {\displaystyle \Delta \mathbf {k} } como la diferencia entre los vectores de onda incidente y dispersado {\displaystyle \mathbf {k} _{f}-\mathbf {k} _{i}}. La esfera de Ewald es la esfera definida por los extremos del vector {\displaystyle \Delta \mathbf {k} } para todas las posibles direcciones del haz dispersado. Esta esfera contiene el origen de la red recíproca y su radio es  {\displaystyle 2\pi /\lambda }, donde {\displaystyle \lambda } es la longitud de onda del haz.
Se puede demostrar que solo se da difracción, es decir, la interferencia constructiva de haces dispersados por el cristal, si el extremo de {\displaystyle \Delta \mathbf {k} } coincide con un punto de la red recíproca, lo que se conoce como la «condición de Laue» . Gráficamente, las familias de planos cristalinos que difractan el haz incidente, corresponden a los puntos de la red recíproca que se encuentran en la superficie de la esfera de Ewald. En el límite de longitudes de onda largas, el radio de la esfera de Ewald deviene demasiado reducido para intersecarse con la red recíproca, lo cual ilustra que es necesario trabajar con longitudes de onda del orden de la distancia interatómica para obtener un patrón de difracción.

## Construcción de Ewald para experimentos particulares
La construcción general presentada anteriormente no se aplica directamente a los experimento de difracción reales, porque para un cristal fijo y una sola longitud de onda hay muy pocos puntos de la red recíproca sobre la esfera de Ewald y estas condiciones no proporcionan suficiente información sobre la red cristalina. En la práctica, es necesario variar, a ser posible de forma continua, uno de los parámetros del experimento. Es posible variar la longitud de onda o la orientación del cristal con las modificaciones que ello conlleva para la construcción de Ewald.

### Difracción por rotación del cristal

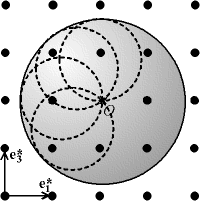
Esfera límite de difracción

Como su nombre indica, este tipo de experimento consiste en rotar el cristal alrededor de uno de sus ejes. La red recíproca se puede visualizar como un conjunto de círculos en planos perpendiculares al eje de rotación. La esfera de Ewald permanece fija, pero se interseca con varios círculos sucesivamente, hasta obtener difracción de los planos de la red cristalina cuyos puntos equivalentes en la red recíproca se encuentran dentro de una esfera de radio {\displaystyle 4\pi /\lambda }, denominada «esfera límite».

### Difracción de polvo o Debye-Scherrer
En este experimento, se hace incidir un haz monocromático sobre un polvo compuesto de múltiples cristales microscópicos con orientaciones aleatorias. En el caso ideal, todas las orientaciones posibles se encuentran presentes y son estadísticamente equivalentes. En este caso, la red recíproca consiste en un conjunto de círculos generados por todas las redes recíprocas en diversas orientaciones. La esfera de Ewald permanece fija.

### Difracción por el método Laue
El método de Laue hace indicir un haz de luz policromático sobre un único cristal fijo. La red recíproca corresponde a la construcción general. En contraste, la esfera de Ewald se convierte en un conjunto de esferas cuyo radio varía continuamente entre un valor mínimos y máximo dados por las longitudes de onda incluidas en el haz.

### Difracción de electrones en un microscopio electrónico de transmisión

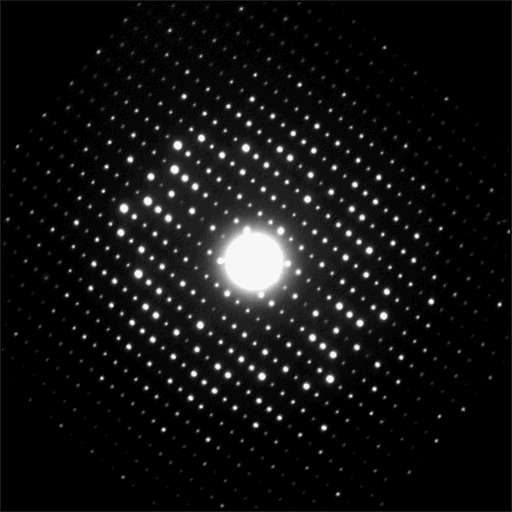
Difracción por un óxido de tántalo observado con un MET

En el límite de longitudes de onda cortas, el radio de la esfera de Ewald es tan grande que se aproxima a un plano, que puede ser intersecado de forma simultánea por un plano entero de puntos de la red recíproca. En este caso, se habla de «difracción múltiple». Esta condición se da frecuentemente en la difracción de electrones por un cristal en un microscopio electrónico de transmisión o MET. La imagen resultante es una representación poco distorsionada de la red recíproca.